# Amazon Luna
Amazon Luna är en prenumerationsbaserad streamingtjänst för cloud gaming, från Amazon. Luna tillkännagavs den 24 september 2020, med "tidig åtkomst" tillgängligt för abonnenterna efter inbjudan från och med den 20 oktober 2020. Amazon Luna kommer att ha 100 olika spel vid lanseringen, och kommer att drivas av AWS.
Luna kommer att integreras med Twitch och kommer att finnas tillgängligt på PC, Mac, Amazon Fire TV och iOS vid lansering, samt Android strax efter. Amazon har samarbetat med Ubisoft för att skapa en spelkanal exklusiv för Luna, som ger Luna-abonnenter tillgång till Ubisofts titlar samma dag som de släpps.
Luna är 2023 tillgänglig för kunder i USA (exklusive amerikanska territorier), Storbritannien, Tyskland och Kanada. I mars 2025 släpptes tjänsten i Sverige.